# Howlin' Wolf (음반)
| 전문가 평가                   | 전문가 평가 |
| 평가 점수                     | 평가 점수   |
| 출처                          | 점수        |
| ----------------------------- | ----------- |
| AllMusic                      | [ 2 ]       |
| Mojo                          | [ 3 ]       |
| Rolling Stone                 | [ 4 ]       |
| Encyclopedia of Popular Music | [ 5 ]       |

《Howlin' Wolf》는 미국의 시카고 블루스 가수인 하울링 울프의 두 번째 스튜디오 음반이다. 이것은 1960년부터 1962년까지 체스 레코드가 이전에 발매한 12개의 싱글을 모은 것이다. 소매 (돈 S. 브론스타인에 의한)에 있는 커버 아트 때문에, 이 음반은 종종 《The Rockin' Chair Album》이라고 불리며, LP의 몇몇 재발행 압력에 커버에 닉네임이 추가되기도 한다.

## 재발매
1984년에 이 음반은 체스에 의해 CH-9183으로 재발매되었다. 커버 사진은 음반 제목 아래에 "CHICAGO 26 Golden years Single Album"이라고 쓰여진 타원형 로고를 추가하여 약간 변경되었으며, "CH-9183" 식별자로 "Ches LP 1469" 상표가 대체되었다.

## 평가
피그 리버 레코드가 2012년 창립 50주년을 검토했을 때 이 음반은 8.6/10점을 받으며 높은 평가를 받았다.

## 곡 목록
모든 곡들은 특별한 언급이 없는 한 윌리 딕슨에 의해 작사/작곡하였다.
| #  | 제목                   | 작사·작곡   | 재생 시간 |
| -- | ---------------------- | ----------- | --------- |
| 1. | 〈Shake for Me〉       |             | 2:12      |
| 2. | 〈The Red Rooster〉    |             | 2:22      |
| 3. | 〈You'll Be Mine〉     |             | 2:25      |
| 4. | 〈Who's Been Talkin'〉 | 하울링 울프 | 2:18      |
| 5. | 〈Wang Dang Doodle〉   |             | 2:18      |
| 6. | 〈Little Baby〉        |             | 2:45      |

| #  | 제목                       | 작사·작곡              | 재생 시간 |
| -- | -------------------------- | ---------------------- | --------- |
| 1. | 〈Spoonful〉               |                        | 2:42      |
| 2. | 〈Going Down Slow〉        | 세인트루이스 지미 오덴 | 3:18      |
| 3. | 〈Down in the Bottom〉     |                        | 2:05      |
| 4. | 〈Back Door Man〉          |                        | 2:45      |
| 5. | 〈Howlin' for My Darlin'〉 |                        | 2:28      |
| 6. | 〈Tell Me〉                | 울프                   | 2:52      |